# Rajd Costa Smeralda 1987
Rajd Costa Smeralda 1987 (10. Rally Costa Smeralda) – 10 edycja rajdu samochodowego Rajd Costa Smeralda rozgrywanego we Włoszech. Rozgrywany był od 20 do 25 kwietnia 1987 roku. Była to jedenasta runda Rajdowych Mistrzostw Europy w roku 1987 (rajd miał najwyższy współczynnik - 4) oraz szósta runda Rajdowych Mistrzostw Włoch.

## Klasyfikacja rajdu
| Miejsce                                        | Kierowca                                       | Pilot                                          | Samochód                                       | Czas                                           | Strata                                         |                                                |
| Klasyfikacja generalna, ERC i mistrzostw Włoch | Klasyfikacja generalna, ERC i mistrzostw Włoch | Klasyfikacja generalna, ERC i mistrzostw Włoch | Klasyfikacja generalna, ERC i mistrzostw Włoch | Klasyfikacja generalna, ERC i mistrzostw Włoch | Klasyfikacja generalna, ERC i mistrzostw Włoch | Klasyfikacja generalna, ERC i mistrzostw Włoch |
| ---------------------------------------------- | ---------------------------------------------- | ---------------------------------------------- | ---------------------------------------------- | ---------------------------------------------- | ---------------------------------------------- | ---------------------------------------------- |
| 1.                                             | Juha Kankkunen                                 | Juha Piironen                                  | Lancia Delta HF 4WD                            | 4:46:14                                        | 0.0                                            |                                                |
| 2.                                             | Dario Cerrato                                  | Giuseppe Cerri                                 | Lancia Delta HF 4WD                            | 4:47:29                                        | +1:14                                          |                                                |
| 3.                                             | David Llewellin                                | Phil Short                                     | Audi Coupé Quattro                             | 4:54:49                                        | +8:34                                          |                                                |
| 4.                                             | Paolo Alessandrini                             | Alessandro Alessandrini                        | Audi Coupé Quattro                             | 4:58:10                                        | +11:55                                         |                                                |
| 5.                                             | Andrea Zanussi                                 | Paolo Amati                                    | Peugeot 309 GTI                                | 5:00:27                                        | +14:12                                         |                                                |
| 6.                                             | Giovanni Del Zoppo                             | Pierangelo Scalvini                            | Fiat Uno Turbo                                 | 5:08:41                                        | +22:26                                         |                                                |
| 7.                                             | Massimo Maneo                                  | Iller Bucci                                    | Mazda 323 4WD                                  | 5:11:31                                        | +25:16                                         |                                                |
| 8.                                             | Marco Tulini                                   | Tania Degl'Innocenti                           | Mazda 323 4WD                                  | 5:13:56                                        | +27:41                                         |                                                |
| 9.                                             | Andrea Aghini                                  | Sauro Farnocchia                               | Peugeot 205 GTI                                | 5:14:08                                        | +27:53                                         |                                                |
| 10.                                            | Angelo Grazioli                                | Giorgio Grazioli                               | Lancia Delta HF 4WD                            | 5:15:57                                        | +29:42                                         |                                                |